# Garanhuns
Garanhuns, amtlich Município de Garanhuns, ist eine Gemeinde im brasilianischen Bundesstaat Pernambuco. Sie wurde 1879 gegründet und hatte im Jahr 2019 schätzungsweise 139.788 Einwohner. Die Gemeinde liegt auf dem Planalto da Borborema, der Hochebene Borborema oder Borborema-Plateau, und liegt 230 km westlich von der Hauptstadt Recife entfernt.

## Bistum Garanhuns

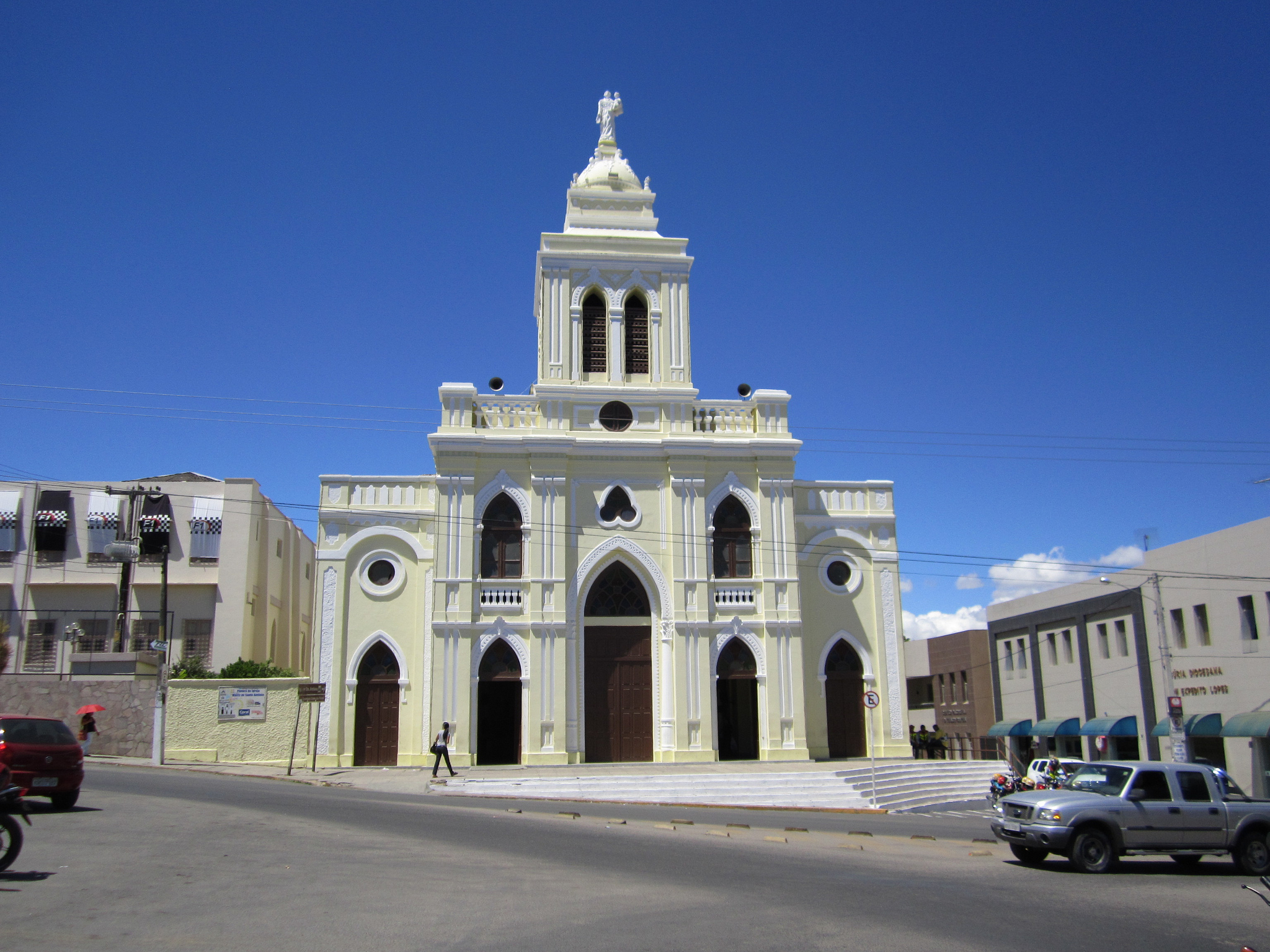
Kathedrale Santo Antônio

Die Stadt ist Sitz des 1918 errichteten Bistums Garanhuns. Bischofskirche ist die Kathedrale Santo Antônio.

## Söhne und Töchter
- Acácio Rodrigues Alves (1925–2010), römisch-katholischer Geistlicher, Bischof von Palmares
- Eric Barreto (1962–1996), Travestiekünstler
- José Luiz Gomes de Vasconcelos  (* 1963), römisch-katholischer Geistlicher, Bischof von Sobral